# Von Sax

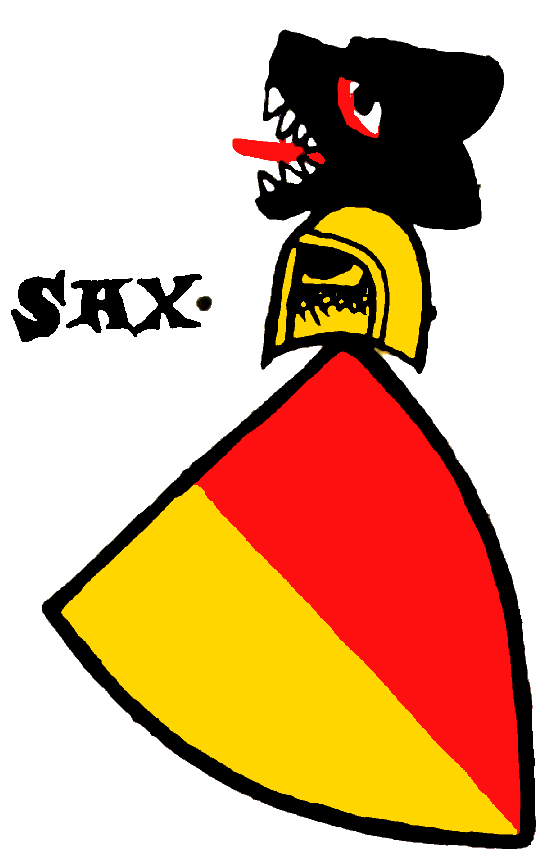
von Sax vapensköld, isolerad från Zürcher Wappenrolle

von Sax (ursprungligen de Sacco) var en östschweizisk adelsätt. De ägde egendom både norr och söder om Alperna i det som idag är kantonerna St. Gallen, Graubünden och Ticino.  
Ättens äldste kände medlem är Eberhard de Sacco, som omnämns 1137. Emellertid betraktas Eberhard von Sax, som omnämns 1188, som ättens stamfader. Under 1200-talet kom ätten att delas in i två grenar: Sax-Misox och Sax-Hohensax. Grenen Sax-Misox ärvde all släktegendom söder om Alperna, samt fögderierna Clanx och Pfäfers, medan Sax-Hohensax ärvde herrskapet Sax. Sax-Misox erhöll grevskap år 1413 men kom att förlora sin egendom som följd av Edsförbundets expansioner söderut. Sax-Hohensax kvarstod som friherrar fram tills 1615, då de sålde sin egendom till Zürich.